# Pasta minuta
Per pasta minuta o pastina si intende tutta la pasta di piccole o piccolissime dimensioni e spesso di semola di grano duro o all'uovo. Tra le varie tipologie di pasta minuta ci sono gli acini di pepe, gli anellini, le stelline, le farfalline, i ditali, l'orzo e i filini.
La pasta minuta viene spesso usata come ingrediente per preparare minestre, minestrine e altri piatti leggeri e indicati per i bambini. Inoltre, esistono delle ricette in lingua inglese che spiegano come preparare dei pudding dolci a base di pastina, come la frogeye salad.